# Jan Roskovec
Jan Roskovec (25. února 1966 v Praze) je český evangelický teolog a biblista, vysokoškolský pedagog a kazatel Českobratrské církve evangelické (ČCE).

## Život
Jan Roskovec vyrůstal v prostředí evangelického sboru v Praze-Střešovicích pod vlivem faráře Jaroslava Vettera, originálního biblisty a praktického teologa. Po maturitě na Akademickém gymnáziu (1984) vystudoval teologii na Komenského evangelické bohoslovecké fakultě v Praze (1984–1989) a na Westminster College v Cambridge (1989–1990). V r. 1987 se oženil s Kateřinou, roz. Doležalovou, nyní evangelickou farářkou. V r. 1990 byl ordinován kazatelem ČCE a v letech 1990–1999 působil jako vikář a farář sboru v Českém Brodě. V r. 1996 absolvoval tříměsíční studijní pobyt na teologické fakultě Friedrich-Alexander Universität v Erlangen. V r. 1999 se stal vědeckým pracovníkem Centra biblických studií, společného pracoviště UK a Akademie věd ČR, od r. 2011 je jeho ředitelem.
Na Evangelické teologické fakultě Univerzity Karlovy (ETF) obhájil v r. 2003 doktorskou práci K počátkům křesťanské soteriologie: Apoštol Pavel, její svědek a interpret (pod vedením P. Pokorného, nepublikováno),  v r. 2003 se stal vědeckým pracovníkem Katedry Nového zákona, od r. 2005 na ní působil jako odborný asistent. V roce 2022 se na Univerzitě Karlově habilitoval jako docent v oboru      evangelická teologie habilitační prací Evangelium podle Jana: Český ekumenický komentář k Novému zákonu.   V letech 2005-2022 byl  proděkanem pro zahraniční a ekumenické vztahy, od 1. června 2022 je děkanem fakulty.
Od r. 1999 je členem Poradního odboru teologického synodní rady ČCE. Z pověření ČCE se v letech 2008–2012 účastnil věroučných rozhovorů Společenství evangelických církví v Evropě (příprava dokumentů Schrift-Bekenntnis-Kirche, Ministry-Ordination-Episkope, konzultace o vztahu ordinace a teologického vzdělání). Je členem Society of Biblical Literature a European Association of Biblical Studies.

## Dílo
Zájem o nejstarší vývoj křesťanského myšlení, zvláště soteriologické interpretace Ježíšova významu, jej vedl k soustředění na texty a teologii apoštola Pavla. Kromě dílčích studií a tematického výkladu o pojmu milosti, jehož křesťanské pojetí má u Pavla původ připravil pro řadu Český ekumenický komentář k Novému zákonu, jejímž je od r. 2005 editorem, výklad 2. Listu Korintským a Listu Římanům. S P. Pokorným se účastnil badatelského projektu Jesus Research, zaměřeného k historickým otázkám spojeným s osobou a působením Ježíše z Nazareta a věnoval se v něm problému Ježíšových zázraků a otázce historických látek v Janově evangeliu. Čtvrtým evangeliem se v poslední době zabývá nejvíce, dokončil k němu komentář pro řadu ČEKNZ Evangelium podle Jana (2022).